# Salvia stibalii
Salvia stibalii là một loài thực vật có hoa trong họ Hoa môi. Loài này được Alziar miêu tả khoa học đầu tiên năm 1989.